# Harold Puthoff
Dr. Harold E. Puthoff, rođen 20. lipnja 1936., američki je fizičar. Radi na raznim istraživanjima napredne fizike i paranormalnog.
1967. Puthoff je doktorirao na Stanford Universityju.
Puthoff je poznat po radovima na temu polarizacijskog vakuuma, njegovi radovi su alternativni pristup relativnosti i kvantnoj mehanici. 1970-ih i 1980-ih je vodio istraživanje sponzorirano od strane CIA/DIA na SRI-u o paranormalnim sposobnostima u suradnji s Russel Targom, u njihovom radu tema su bili Uri Geller, Ingo Swann, Pat Price, Joseph McMoneagle i drugi.
Jedan je od autora Fundamentalne kvantne elektronike (zajedno s R. Pantell).
Zajedno s Russel Targom, vodio je projekt kontrolirane jasnovidnosti iliti telepercepcije u početku nazvan projekt SCANATE a kasnije Stargate.